# Миа Вашиковска
Миа Вашиковска (на английски: Mia Wasikowska, vɑːʃiˈkɒfskə) е австралийска актриса.
Става известна с ролята си на Софи в американския сериал „Психотерапия“, излъчен по HBO. След поредица от малки роли се появява в главната роля във филм от най-чаканите на Тим Бъртън – „Алиса в страната на чудесата“ от 2010 г.

## Биография
Вашиковска е родена и отраснала в Канбера, Австралия. Майка ѝ е фотографка от Полша, а баща ѝ е австралийски художник. Тя е средното от 3 деца в семейството, има по-голяма сестра и по-малък брат. В свободното си време се изявява като фотографка.
Обучавана е като балерина, още на 9 години. На 14-годишна възраст желанието ѝ за балет намалява: „Започнах да бъда много негативна по отношение на физическото съвършенство“.

## Кариера
През 2004 г. става носителка на първата си награда с участие в двусерийната австралийска сапунка All Saints. През 2006 г. се появява във филма Suburban Mayhem, за който получава награда за „Млада актриса“ от наградите AFI. Играе в няколко късометражни австралийски филма.
През 2008 г., след дълго търсене, Тим Бъртън избира Васиковска да играе главната роля в „Алиса в страната на чудесата“. Тя изпълнява ролята на 19-годишната Алиса, която се връща в Страната на чудесата, заедно с Джони Деп, Хелена Бонам Картър и Ан Хатауей.

## Избрана филмография
- Мадам Бовари 2014
- „Амелия“ („Amelia“, 2009)
- „Децата са добре“ („The Kids Are All Right“, 2010)
- „Алиса в Страната на чудесата“ („Alice in Wonderland“, 2010)
- „Албърт Нобс“ („Albert Nobbs“, 2011)
- „Джейн Еър“ („Jane Eyre“, 2011)
- „Беззаконие“ („Lawless“, 2012)
- „Изгубена невинност“ („Stoker“, 2013)
- „Карта към звездите“ („Maps to the Stars“, 2014)
- „Пурпурният връх“ („Crimson Peak“, 2015)
- „Алиса в Огледалния свят“ („Alice Through the Looking Glass“, 2016)